# 모냐이

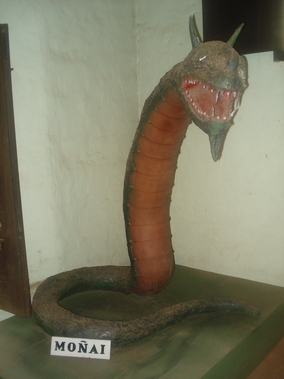
모냐이.

모냐이(Moñái)는 과라니 신화에 등장하는 괴물로, 타우와 케라나 사이에서 태어난 일곱 괴수 형제 중 셋째이다. 도둑과 강도의 신이기도 하며 새들의 수호자이자 하늘과 들판의 지배자이기도 하다.
커다란 뱀과 같이 생겼으며 머리에는 회색 뿔 두 개가 곧게 솟아있다. 이 뿔이 일종의 더듬이 역할을 하는데, 나무를 기어올라 이 뿔로 새를 홀려 잡아먹기도 한다. 신화에서는 인간 여인인 포라시의 희생으로 괴물 형제들과 함께 죽음을 맞이한다.

## 신화
모냐이는 도둑질을 좋아하고 훔친 물건을 동굴에 숨기기를 좋아했다. 모나이가 시도때도 없이 인간 마을을 드나들며 물건을 훔치고 약탈하자, 사람들은 이웃을 도둑으로 의심하고 반목하게 했다.
모나이와 괴물 형제들의 악행을 끝내기 위해 모이자, 포라시라는 젊은 여인이 나섰다. 포라시는 모나이에게 거짓으로 사랑을 고백하며 청혼하고, 결혼식 전에 모나이의 형제들과 모임을 갖자고 제안한다.
모나이는 테주 자구아에게 포라시를 맡긴 후 다른 형제들을 찾아다녔다. 음보이 투이, 자시 자테레, 쿠루피, 아오아오, 루이손을 찾아온 모나이는 연회를 열었다. 괴물 형제들 사이에서 사탕수수로 빚은 술이 쉼없이 오갔고, 괴물 형제들이 취한 사이에 포라시는 동굴을 빠져나가려고 한다. 하지만 동굴은 커다란 바위로 막혀 있었다.
포라시가 도망치려는 걸 알아챈 모냐이는 기다란 몸통으로 포라시를 낚아채 동굴 안으로 던졌다. 도망칠 수 없음을 알게 된 포라시는 동굴 밖의 사람들에게 자신은 상관하지 말고 동굴에 불을 지르라고 소리쳤다. 모냐이와 괴물 형제들은 포라시와 함께 동굴 안에서 불타 죽었다.
포라시의 희생에 감복한 신들은 포라시의 혼을 건져 별로 만들었고, 포라시는 샛별이 되었다.

## 참고 문헌
- Narciso R. Colmán(Rosicrán): Ñande Ypy Kuéra (Nuestros antepasados), 1929년.

## 같이 보기
- 아오아오
- 루이손
- 과라니 신화
- 자시 자테레
- 테주 자구아
- 음보이 투이
- 쿠루피